# Actizera atrigemmata
Actizera atrigemmata är en fjärilsart som beskrevs av Butler 1878. Actizera atrigemmata ingår i släktet Actizera och familjen juvelvingar. Inga underarter finns listade i Catalogue of Life.